# Phương ngữ Cáp Nhĩ Tân
Phương ngữ Cáp Nhĩ Tân (giản thể: 哈尔滨话; phồn thể: 哈爾濱話; bính âm: Hā'ěrbīn huà) là một loạt các nhánh của tiếng Quan Thoại được nói trong và xung quanh thành phố Cáp Nhĩ Tân, thủ phủ của Hắc Long Giang.

## Đặc điểm
Phương ngữ Cáp Nhĩ Tân về mặt âm vị học gần với tiếng phổ thông tiêu chuẩn, nhưng bản thân phương ngữ này mang trong mình những nội hàm mạnh mẽ về văn hóa và khu vực. Tuy nhiên, phương ngữ Cáp Nhĩ Tân vẫn được coi là có cách phát âm chính xác nhất khi so sánh với tiếng Quan Thoại tiêu chuẩn.

## Từ vựng
Từ vựng của phương ngữ Cáp Nhĩ Tân khác với tiếng phổ thông tiêu chuẩn vì hai lý do. Một là nguồn gốc của các đặc điểm từ vựng riêng biệt của phương ngữ Cáp Nhĩ Tân, chịu  ảnh hưởng của người Nga trong khu vực này. Thời kỳ thuộc địa của Nga bắt đầu vào những năm 1900, đánh dấu sự khởi đầu của một lượng lớn từ vựng tiếng Nga, đặc biệt là các từ vựng tiếng Nga được tạo ra ở châu Âu và Nga chưa từng tồn tại trong tiếng Quan Thoại. Nguồn gốc thứ hai của sự khác biệt từ vựng là ảnh hưởng của sự giao thoa ngôn ngữ giữa tiếng phổ thông địa phương và tiếng Mãn.